# FS1 (سالزبورغ)
FS1 (أو FS1 – التلفزيون المجتمعى بسالزبورغ) هي محطة تلفزيون مجتمعية غير تجارية غير هادفة للربح في سالزبورغ (النمسا) وتمثل هذه المحطة مع محطة التلفزيون المجتمعى اكتو فيفيينا ودورف في لينز، القنوات الثلاث المجتمعية والغير هادفة للربح والتي تبث أربعة وعشرين ساعة برامج متواصلة من خلال تلفزيون النمسا.
بعد إطلاقها في 16 فبراير 2012 تبث المحطة عبر DVB-C في العديد من المناطق في مقاطعة سالزبورغ.

## المنظمة
صاحب ورئيس تحرير FS1 هي شركة محدودة غيرهادفة للربح. وتحتوى أيضا على مساهمين وهي جمعية صانعى أو البرامج، وكذلك محطة الراديو المجتمعى بسالزبورغراديو فابريك، ومعهد التربية الإعلامية، والمنظمة التي تمثل مظلة المواقع الثقافية والأفراد.
من خلال مشاركة منتجين البرامج في هيكل ملكية FS1، يمكن اعتبار هذه المحطة هي المحطة الديمقراطية الأولى في النمسا.

## الشراكات
تلفزيونFS1 هوعضو في المنظمة التي تمثل مظلة المواقع الثقافية في سالزبورغ، وايضا عضو في تحالف التلفزيون المجتمعى المحلي بالنمسا (VCFÖ) ومنتدى الإعلام المجتمعي بأوروبا.

## وصلات خارجية
- الموقع الرسمى (اللغة الألمانية)
- صفحة المعلومات(اللغة الإنجليزية)